# Mínimo múltiplo comum

Um diagrama de Venn mostrando o mínimo múltiplo comum de todos os conjuntos de {2, 3, 4, 5, 7}.

Em aritmética e em teoria dos números, o mínimo múltiplo comum (mmc) de dois inteiros a e b é o menor inteiro positivo que é múltiplo simultaneamente de a e de b. Se não existir tal inteiro positivo, por exemplo, se a =0 ou b = 0, então mmc(a, b) é a unidade (1) por definição.
O mínimo múltiplo comum é útil em operações de adição e subtração de frações com denominadores distintos. O mmc fornece um denominador comum mínimo que costuma agilizar cálculos realizados manualmente. Considere-se por exemplo
{\displaystyle {2 \over 21}+{1 \over 6}={4 \over 42}+{7 \over 42}={11 \over 42},}
onde o denominador 42 foi usado porque mmc(21, 6) = 42.
Se nem a nem b são zero, o mínimo múltiplo comum pode ser computado usando o máximo divisor comum (mdc) entre a e b:
{\displaystyle \operatorname {mmc} (a,b)={\frac {a\cdot b}{\operatorname {mdc} (a,b)}}.}
Assim, o Algoritmo Euclidiano para o mdc também nos dá um algoritmo rápido para o mmc. Retornando ao exemplo acima,
{\displaystyle \operatorname {mmc} (21,6)={21\cdot 6 \over \operatorname {mdc} (21,6)}={21\cdot 6 \over 3}={21\cdot 2}=42.}
Agora note que como :{\displaystyle \operatorname {mmc} (a,b)={\frac {a\cdot b}{\operatorname {mdc} (a,b)}}.} então:
{\displaystyle \operatorname {mmc} (a,b).{\operatorname {mdc} (a,b)}=a.b.}

## Cálculo eficiente
A fórmula
{\displaystyle \operatorname {mmc} (a,b)={\frac {a\cdot b}{\operatorname {mdc} (a,b)}}}
é adequada para o cálculo do mmc para números pequenos usando a fórmula tal e qual como está escrita.
Porque (ab)/c = a(b/c) = (a/c)b, pode-se calcular o mmc usando a fórmula acima mais eficientemente, calculando primeiro b/c ou a/c , sendo mais fácil de calcular que o quociente do produto ab por c, pois o facto de que c é multiplo tanto de a como de b permite que em qualquer fracção, a/c ou b/c, se possa cancelar o valor de c. Isto é verdade quer os cálculos sejam feitos por um humano, ou por um computador, o que pode ter requisitos de armazenamento nas variáveis a, b, c, onde os limites podem ser de armazenamento de 4 bytes - calcular ab pode causar um overflow, se o espaço de armazenamento não for devidamente reservado.
Usando isto, podemos então calcular o mmc usando:
{\displaystyle \operatorname {mmc} (a,b)=\left({a \over \operatorname {mdc} (a,b)}\right)\cdot b}
ou
{\displaystyle \operatorname {mmc} (a,b)=a\cdot \left({b \over \operatorname {mdc} (a,b)}\right).\,}
Deste modo, no exemplo anterior:
{\displaystyle \operatorname {mmc} (21,6)={21 \over \operatorname {mdc} (21,6)}\cdot 6={21 \over 3}\cdot 6=7\cdot 6=42.}
Mesmo que os números sejam grandes e não sejam rapidamente factorizáveis, o mdc pode ser rapidamente calculado com o Algoritmo de Euclides.

### Uma forma de nos lembrarmos de cancelar antes de multiplicar
Para aqueles que já ensinaram matemática elementar é por vezes frustrantemente difícil obter estudantes que se lembrem de cancelar antes de multiplicar.  A seguinte maneira tem a virtude de tornar este passo impossível de esquecer (essencialmente torna-se desnecessário lembrar).  Ilustraremos isto com o exemplo da procura do mmc(12, 8).
- Primeiro, reduz-se a fracção aos seus menores termos: {\displaystyle {12 \over 8}={3 \over 2}.}
- Depois, multiplica-se "em cruz": {\displaystyle 12\times 2=8\times 3.\,}
- O produto 12 × 2 = 8 × 3 = 24 é o mmc.

## Método alternativo
O Teorema da factorização única diz que todo o número maior que 1 pode ser escrito de um só modo como um produto de números primos. Os números primos podem ser considerados como os elementos atómicos que, quando combinados, formam um número composto.
Por exemplo:
{\displaystyle 90=2^{1}\cdot 3^{2}\cdot 5^{1}=2\cdot 9\cdot 5\,\!}
Aqui temos o número composto 90, constituído por um átomo do número primo 2, dois átomos do número primo 3 e um átomo do número primo 5.
Podemos usar este conhecimento para encontrar facilmente o mmc de um grupo de números.
Por exemplo: Encontrar o valor de mmc(45, 120, 75)
{\displaystyle 45\;\,=2^{0}\cdot 3^{2}\cdot 5^{1}\,\!}
{\displaystyle 120=2^{3}\cdot 3^{1}\cdot 5^{1}\,\!}
{\displaystyle 75\;\,=2^{0}\cdot 3^{1}\cdot 5^{2}.\,\!}
O mmc é o número que tem o maior múltiplo de cada tipo diferente de átomo. Assim
{\displaystyle mmc(45,120,75)=2^{3}\cdot 3^{2}\cdot 5^{2}=8\cdot 9\cdot 25=1800.\,\!}

## Outras propriedades
Considerado como operação binária, o mmc de dois inteiros positivos tem as propriedades comutativa e associativa, é idempotente, 1 é o elemento neutro, e a multiplicação é distributiva com o mmc:
{\displaystyle a*\operatorname {mmc} (b,c)=\operatorname {mmc} (a*b,a*c)\,}
O mmc satisfaz a comutatividade, ou seja:
{\displaystyle \operatorname {mmc} (a,b)=\operatorname {mmc} (b,a)\;}
O mmc satisfaz a associatividade, ou seja:
{\displaystyle \operatorname {mmc} (a,\operatorname {mmc} (b,c))=\operatorname {mmc} (\operatorname {mmc} (a,b),c)\;}
O mmc é idempotente, ou seja:
{\displaystyle \operatorname {mmc} (a,a)=a\;}